# Hans Rosling
Hans Rosling (Uppsala, 27 juli 1948 – aldaar, 7 februari 2017) was een Zweeds arts en hoogleraar Internationale Gezondheid aan het Karolinska-instituut en directeur van de Gapminder Foundation, die de trendalyzer-software heeft ontwikkeld.

## Levensloop

### Opleiding
Van 1967 tot 1974 studeerde hij statistiek en geneeskunde aan de universiteit van Uppsala. In 1972 studeerde hij openbare gezondheidszorg aan St John's Medical College in Bangalore. Hij verkreeg zijn licentie als arts in 1976 en was van 1979 tot 1981 districtsarts in Nacala, in het noorden van Mozambique.

### Onderzoek
Op 21 augustus 1981 ontdekte Rosling dat een verlammende ziekte was uitgebroken, die in 1938 was beschreven als konzo. Het onderzoek dat daarop volgde, leverde hem in 1986 een doctorstitel aan de universiteit van Uppsala op. Twee decennia lang bestudeerde hij uitbraken van deze ziekte in afgelegen, ondervoede landelijke gebieden in Afrika, waar het dieet werd gedomineerd door slecht bereide cassave, wat leidde tot een combinatie van ondervoeding en hoge cyanide-inname. Hij was promotor van meer dan tien doctoraatsstudenten.

### Ander werk
Het onderzoek van Rosling ging daarnaast over andere verbanden tussen economische ontwikkeling, landbouw, armoede en gezondheid in Afrika, Azië en Latijns-Amerika. Hij was adviseur van de WHO, UNICEF en verschillende hulporganisaties. In 1993 was hij een van de grondleggers van Artsen zonder Grenzen in Zweden. Aan het Karolinska Institutet was hij het hoofd van de Divisie Internationale Gezondheid (IHCAR) van 2001 tot 2007. Als voorzitter van het Karolinska International Research and Training Committee (1998–2004) zette hij samenwerkingsverbanden voor gezondheidsonderzoek op met universiteiten in Azië, Afrika, het Midden-Oosten en Latijns-Amerika. Hij richtte nieuwe cursussen over Wereldgezondheid in en was mede-auteur van een handboek over Wereldgezondheid, dat een wereldvisie gebaseerd op feiten voorstaat.

### Gapminder
In 2006 brak Rosling internationaal door met zijn TED talk The Best Stats You've Ever Seen. De video is meer dan 15 miljoen keer bekeken. Door middel van innovatieve animaties legde hij uit dat de wereld vooruitgang te zien geeft in verschillende opzichten, zelfs in de armste landen. Hij stichtte de Gapminder Foundation samen met zijn zoon Ola Rosling en zijn schoondochter Anna Rosling Rönnlund. Gapminder ontwikkelde de Trendalyzer-software die internationale statistieken omzet in bewegende, interactieve en onderhoudende grafieken. Het doel is de promotie van een wereldvisie gebaseerd op feiten, door verhoogd gebruik en begrip van gratis toegankelijke openbare statistieken. Zijn lezingen aan de hand van Gapminder-visualisaties vielen in de prijzen doordat ze grappig en toch wetenschappelijk verantwoord zijn. De interactieve animaties zijn vrij beschikbaar op de website van de stichting. Op 16 maart 2007 verwierf Google de Trendalyzer-software, met de bedoeling om ze te versterken en gratis ter beschikking te stellen voor openbare statistieken. In 2008 stelde Google een Motion Chart
Google Gadget ter beschikking, en in 2009 de Public Data Explorer.
Rosling was daarnaast ook degenslikker, zoals hij demonstreerde aan het einde van zijn tweede lezing op de TED-conferentie.
In 2009 werd hij door Foreign Policy Magazine uitgeroepen tot een van de 100 vooraanstaande denkers van de wereld.

### Overlijden
Rosling overleed op 7 februari 2017 aan alvleesklierkanker.

## Selecte bibliografie
- Lindstrand A, Bergtröm S, Rosling H, Rubensson B, Stenson B, Tylleskär T (2006). Global Health. An introductory textbook Lund: Studentlitteratur ISBN 978-91-44-02198-0
- Rosling H, Rosling O, Rosling Rönnlund A (2018). Factfulness: Ten Reasons We're Wrong About the World – and Why Things Are Better Than You Think Flatiron Books ISBN 978-12-50-12381-7, vertaling in het Nederlands door Annemie de Vries: Feitenkennis: 10 redenen waarom we een verkeerd beeld van de wereld hebben en waarom het beter gaat dan je denkt, uitgebracht in 2018 door Uitgeverij Het Spectrum, ISBN 978-90-00-35122-0